# Xiaolongbao

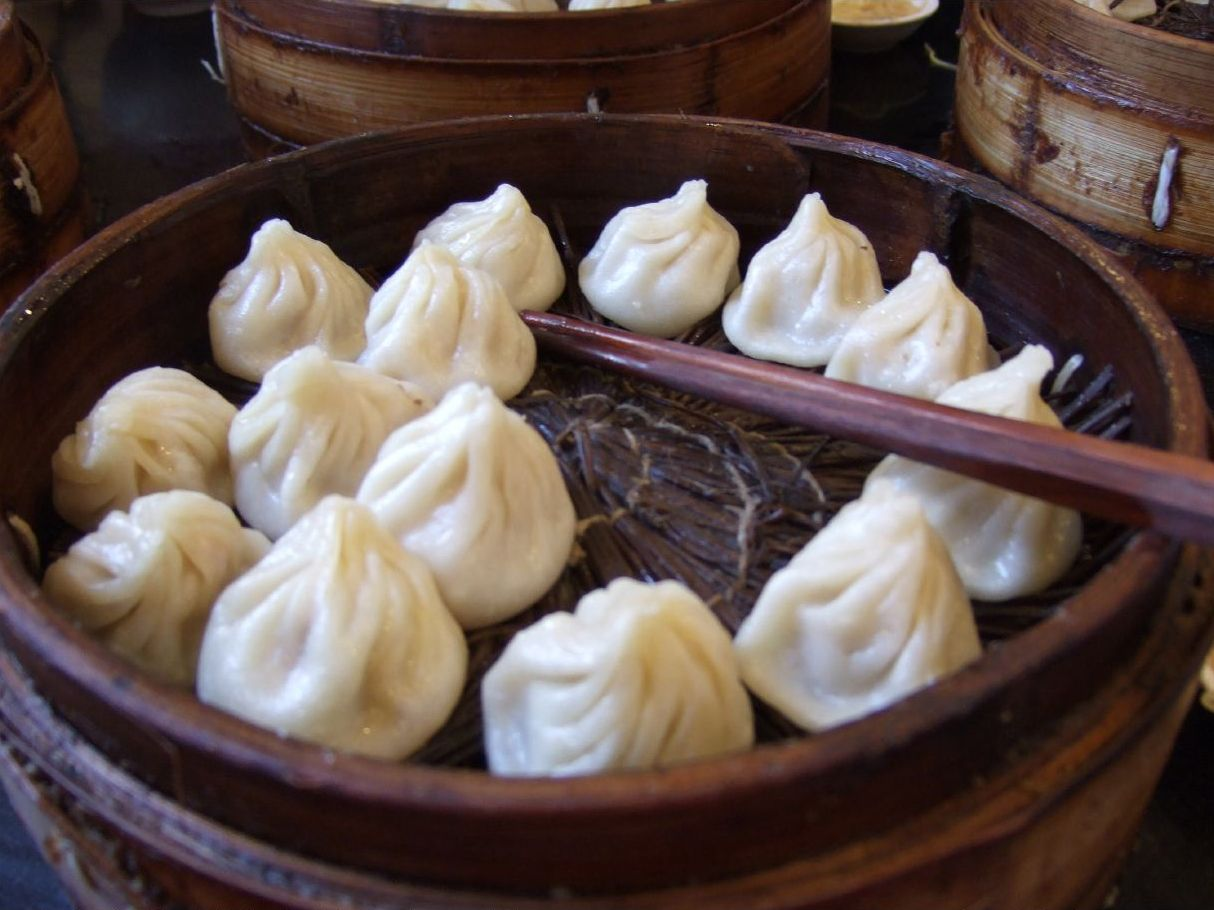
Detalle de los Xiaolongbao

El Xiaolongbao (en chino: 小籠包 literalmente "cesta de pequeños panecillos"; conocido como sopa de masa guisada) o Xiaolongpao, es una bola de masa guisada tipo baozi (relleno de panecillo o algo similar a pan) se trata de una especialidad culinaria muy habitual del Este de china, incluyendo Shanghái y Wuxi. Estos panecillos guisados se suelen elaborar al vapor en cestas de bambú, de ahí su nombre. Solo en Shanghái y en sus alrededores, donde es conocido este alimento como xiaolong mantou (en chino tradicional, 小籠饅頭; en chino simplificado, 小笼馒头; pinyin, xiǎolóng mántóu), mantou significa tanto 'relleno' como 'sin relleno' en la región sur, pero solo significa 'sin relleno' en el norte de China. Para evitar esta confusión la denominación de  xiaolongbao se emplea en otras áreas.

## Ingredientes
Los panecillos chinos se pueden dividir en dos categorías dependiendo del agente de levadura que lleva la masa de harina de su piel. Los panecillos al vapor que se hacen con una masa crecida pueden verse en casi cualquier parte del país, y son los que generalmemente se denominan como baozi. Los panecillos al vapor elaborados con masas no crecidas son más comunes en el sur. El Xiaolongbao pertenece a esta última categoría. Esto significa que su piel es suave y a veces translúcida, en lugar de eser opaca. La similitud en apariencia con el jiaozi ("dumpling") ha hecho que a menudo el xiaolongbao sea clasificado como dumpling fuera de China.
A diferencia de otros panecillos elaborados con masas no crecidas, y los baozi en general, el xiaolongbao posee un mayor tamaño llegando por lo general alrededor de 4 cm diámetro. El xiaolongbao tradicionalmente está lleno de los contenidos de una sopa y carne, pero existen variaciones que incluyen relleno de pescado existiendo también los de contenido vegetal, así como otras posibilidades. La sopa se pone dentro colocando algo de carne gelatina en el interior de la masa antes de que se haga al vapor. El vapor de calor derrite la gelatina de la sopa. En los tiempos actuales, la refrigeración hace que sea fácil cerrarlos y posteriormente mantenerlos refrigerados haciendo que la gelatina no se funda, de otro modo podría ser líquidos a temperatura ambiente durante los periodos calurosos de verano. Es posible obtener xiaolongbao congelado en toda China (y allí donde hay una gran cantidad de inmigrantes chinos) debido a su producción en masa.

## Servir
De forma tradicional el Xiaolongbao ha formado parte de los dianxin o aperitivos. Se suele servir caliente. se suele remojar en vinagre de chinkiang con algunas rodajas de jengibre, y acompañado de una sopa ligera.
El Xiaolongbao se ha hecho popular como plato guarnición en algún plato principal. En las regiones cantonesas y en el este, se suele servir como un elemento del yum cha.

## Variedad Wuxi
El Xiaolongbao en Wuxi tiende a ser dulce y posee una piel ligeramente más fina, por dentro es mucho más jugoso que la variedad de Shanghái.